# Glacé (série télévisée)
Pour les articles homonymes, voir Glacé (roman) et Glace (homonymie).
Glacé est une série télévisée française créée par Gérard Carré, Pascal Chaumeil et Caroline Van Ruymbeke. Il s'agit d'une adaptation du roman du même nom de Bernard Minier publié en 2011. L'adaptation et les dialogues sont signés par Hamid Hlioua et Laurent Herbiet.
Elle est diffusée du 10 janvier au 27 janvier 2017 sur M6. À l'international, elle est diffusée sur Netflix.

## Synopsis
Dans les Pyrénées, près de Saint-Martin, le cadavre d’un cheval sans tête est découvert à 2 000 mètres d’altitude, au sommet d’un téléphérique. L'enquête est confiée aux capitaines Martin Servaz du SRPJ de Toulouse et Irène Ziegler de la Gendarmerie nationale. Non loin de là, la jeune psychiatre Diane Berg débute des séances de psychothérapie auprès de Julian Hirtmann, un dangereux tueur en série arrêté des années auparavant par le capitaine Servaz et aujourd'hui incarcéré dans une prison de haute sécurité.

## Distribution

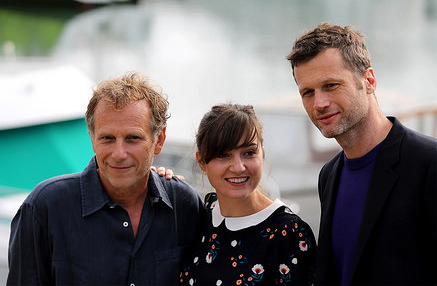
Charles Berling, Nina Meurisse et Robert Plagnol au festival de la fiction TV de La Rochelle 2016

.

### Acteurs principaux
- Charles Berling : le capitaine Martin Servaz
- Julia Piaton : capitaine Irène Ziegler
- Nina Meurisse : Diane Berg
- Pascal Greggory : Julian Aloîs Hirtmann
- Lubna Azabal : Elisabeth Ferney
- Anne Le Ny : Cathy d'Humières
- Robinson Stévenin : Raphaël Delaunay
- Robert Plagnol : Éric Lombard
- Sophie Guillemin : Greta

### Personnages secondaires
- Nicolas Abraham : Raynal
- Patrick Bonnel : José Delgado
- Marc Brunet : Delaunay père
- François Chattot : Garaudy
- Olivier Cruveiller : Julien Perrot
- Alain Fromager : François Levasseur
- Yann Goven : Ben McFinley
- Xavier Hosten : Alex Morand
- Stéphane Jobert : Chaperon
- Xavier Maly : Maxime Thuillier, père d' Alice
- Hubert Delattre : Frère Alice Thuillier
- Guillaume Marquet : Francis Imbert
- Denis Mpunga : Franck
- Alice Révérend : Maud
- Sören Prévost : Vincent Espérandieu
- Delphine Rich : Mme Garaudy
- Alain Rimoux : le père de Diane
- Fabienne Bargelli : la mère de Diane
- Zineb Triki : Charlène
- François Pérache : Lucas
- Lou Gala : La fille dans le chalet

## Production
L'histoire se déroulant dans le Comminges, aux alentours de Bagnères-de-Luchon, le tournage a eu lieu pendant trois mois dans les Pyrénées.

### Lieux de tournages
Le tournage a eu lieu dans plusieurs départements des régions Occitanie et Nouvelle-Aquitaine.
Dans la Haute-Garonne :
- Bagnères-de-Luchon[2]
- Vallée du Larboust[2] (Portet-de-Luchon, Garin, Peyragudes)
- Vallée d'Oueil[2]
- Vallée du Lys[3]
- Toulouse

Dans les Hautes-Pyrénées :
- Arrens-Marsous[4] (ancien sanatorium de Pouey-Laün, col des Bordères)
- Hôpitaux de Lannemezan[5]
- Argeles-Gazost[6] (lycée climatique René Billères)

Dans les Pyrénées-Atlantiques :
- Laruns (usine hydroélectrique d'Artouste de la SHEM, téléphérique de Sagette, Lac de Fabrèges)
- Eaux-Bonnes

Dans l'Aude :
- Château de Pennautier[8]

### Fiche technique
Sauf indication contraire, les informations mentionnées dans cette section peuvent être confirmées par la base de données cinématographiques IMDb,  présente dans la section « Liens externes ».
- Autre titre : Glacé: The Frozen Dead
- Réalisation : Laurent Herbiet
- Création et scénario : Gérard Carré, Pascal Chaumeil et Caroline Van Ruymbeke, d'après l’œuvre de Bernard Minier
- Musique : Alexandre Lessertisseur
- Photographie : Dominique Bouilleret
- Montage : Stéphane Elmadjian (3 épisodes) et Stéphane Mazalaigue (3 épisodes)
- Production : Isabelle Degeorges et Damien Couvreur

Production délégué : Sidonie Dumas et Christophe Riandee
- Sociétés de production : Gaumont Télévision et M6
- Effets spéciaux : Trimaran[9]

## Épisodes

### Épisode 1
- France : 10 janvier 2017 sur M6

- France : 4,85 millions de téléspectateurs (19,3 % de part d'audience)[10] (première diffusion)

### Épisode 2
- France : 10 janvier 2017 sur M6

- France : 4,3 millions de téléspectateurs (18,4 % de part d'audience)[10] (première diffusion)

### Épisode 3
- France : 17 janvier 2017 sur M6

- France : 3 millions de téléspectateurs (11.8 % de part d'audience) (première diffusion)

### Épisode 4
- France : 17 janvier 2017 sur M6

- France : 2,9 millions de téléspectateurs (11.8 % de part d'audience) (première diffusion)

### Épisode 5
- France : 24 janvier 2017 sur M6

- France : 2,8 millions de téléspectateurs (11.2 % de part d'audience)  (première diffusion)

### Épisode 6
- France : 24 janvier 2017 sur M6

- France : 2,6 millions de téléspectateurs (12.2 % de part d'audience) (première diffusion)

## Audience
Pour la diffusion des deux premiers épisodes le 10 janvier 2017, M6 enregistre une très bonne audience avec 4,3 millions de téléspectateurs, pour une part de marché de 18,4 % sur les individus de quatre ans et plus et de 15 %  de ménagères de moins de cinquante ans, avec notamment un pic à 4,85 millions d’amateurs et 19,3 % de PDM pour le premier épisode. C'est le meilleur lancement d'une nouvelle marque de fiction française sur la chaîne depuis 2010.
Cependant, pour la deuxième semaine de diffusion, les audiences de la série s'effondrent. En effet, sur la moyenne des deux épisodes diffusés le 17 janvier 2017, seulement 2,8 millions de téléspectateurs étaient au rendez-vous selon Mediametrie, soit 11,8 % du public. Sur une semaine, la série a égaré plus d'1,6 million de téléspectateurs et 6,6 points de part d'audience. Finalement, pour la dernière semaine de diffusion, la série s'est stabilisé et n'a égaré que quelque 4 000 téléspectateurs, soit 0.1 point de part de marché.

## Commentaires
Le générique s'inspire d'une œuvre du peintre du XIXe siècle August Friedrich Schenck. La chanson est une reprise de Hurt de Nine Inch Nails .
L'épisode 4 comporte un clin d'oeil à Pascal Chaumeil, l'un des scénaristes de la série décédé en 2016, et réalisateur de "L'arnacoeur" dont l'affiche du film décore un bureau du commissariat.

## Distinctions
- Festival de la fiction TV de La Rochelle 2016 : meilleure série de 52 minutes[12]